# Zemzem Ahmed
Zemzem Ahmed (née le 27 décembre 1984) est une athlète éthiopienne, spécialiste du 3 000 m steeple.
Elle a obtenu son meilleur temps, record national, en 9 min 17 s 85 à Pékin en finale des Jeux olympiques.
Elle a remporté le 3 000 m steeple des Championnats d'Afrique d'athlétisme 2008 à Addis-Abeba.
Le 10 juillet 2012, elle remporte le 3 000 m steeple du Meeting international d'athlétisme de Sotteville-lès-Rouen.
Elle se classe 3e du Marathon de Paris 2014.